# Костел Внебовзяття Пресвятої Діви Марії (Біще)
Костел Внебовзяття Пресвятої Діви Марії в Біщому (пол. kościół p.w. Wniebowzięcia Najświętszej Panny Marii) — оборонна культова споруда, розташована в селі Біщому Бережанського району Тернопільської області. Є парафіяльним храмом Римо-католицької церкви в Україні. Частково знищений під час Другої світової війни. Поблизу костелу є католицькі поховання XVI—XX століть.

## Архітектура

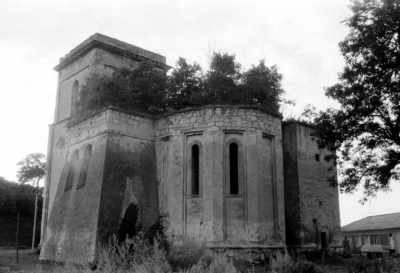
Костел Внебовзяття Пресвятої Діви Марії

Значний уплив на архітектуру костелу зумовило його оборонне значення. У ньому поєднуються романський стиль та Ренесанс (Відродження).
Щодо будівничих, то різні джерела вказують на те, що цей храм споруджували відомі архітектори зі Львова та Бережан.
Споруда в плані нагадує форму хреста із прибудовою в західній її частині, поблизу апсиди. Зі східного боку над входом споруджена вежа. Фасад оздоблюють скульптури Діви Марії з Малим Ісусом та Ієроніма Стридонського. На оборонний характер споруди вказують товсті стіни та бійниці в північній та південній частині споруди, прикостельне приміщення арсеналу, залишки земляних укріплень. Вікна виконані в готичному стилі. Дах не зберігся.
Костел до Другої світової війни славився своїми майстерно виконаними скульптурами, які на сьогодні збереглись лише на фасаді. Добре збереглися також інтер'єр і хори. Дах із середини виконаний у вигляді нервюр, на зовнішній стороні яких зараз ростуть дерева.

## Історія
1625 року згаданий Бартоломей — будівничий храму в Біщому (лат. murator ecclesiae Buszczensis).

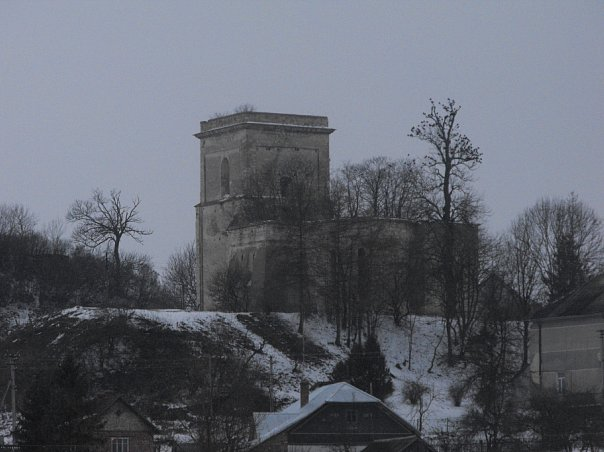
Вежа костелу
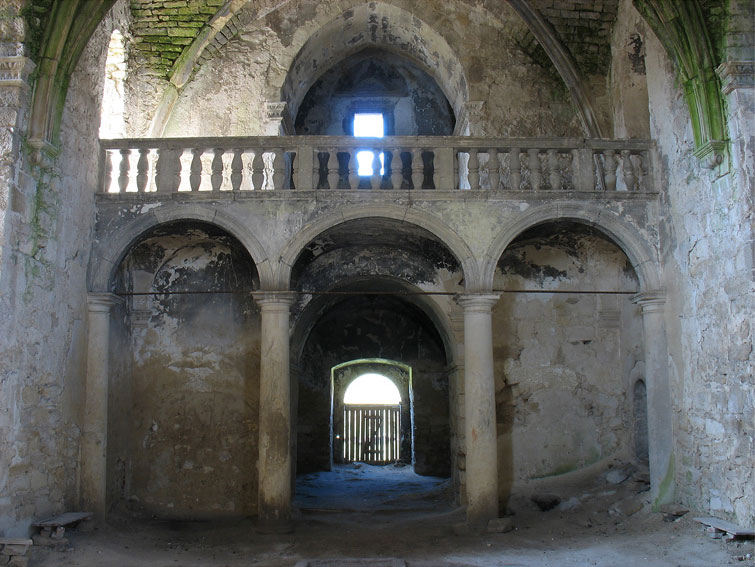
Хори костелу в Біще
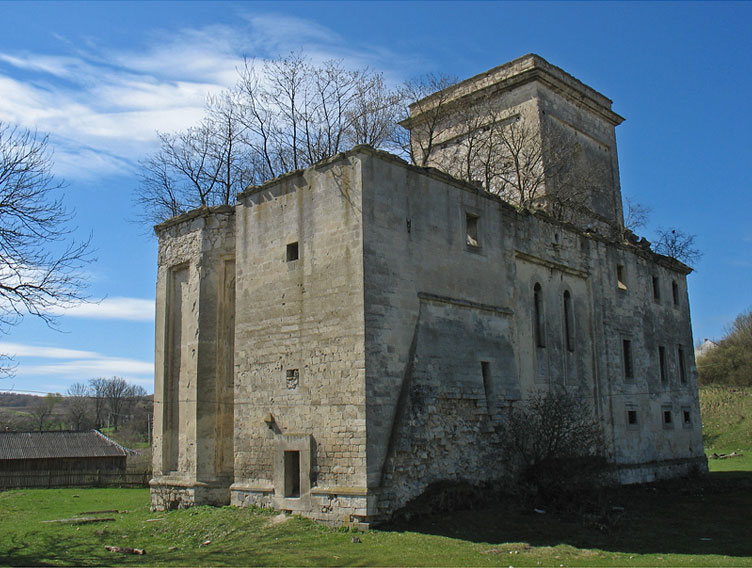
Фасад
Макет костелу у львівському Парку замків та оборонних споруд давньої України
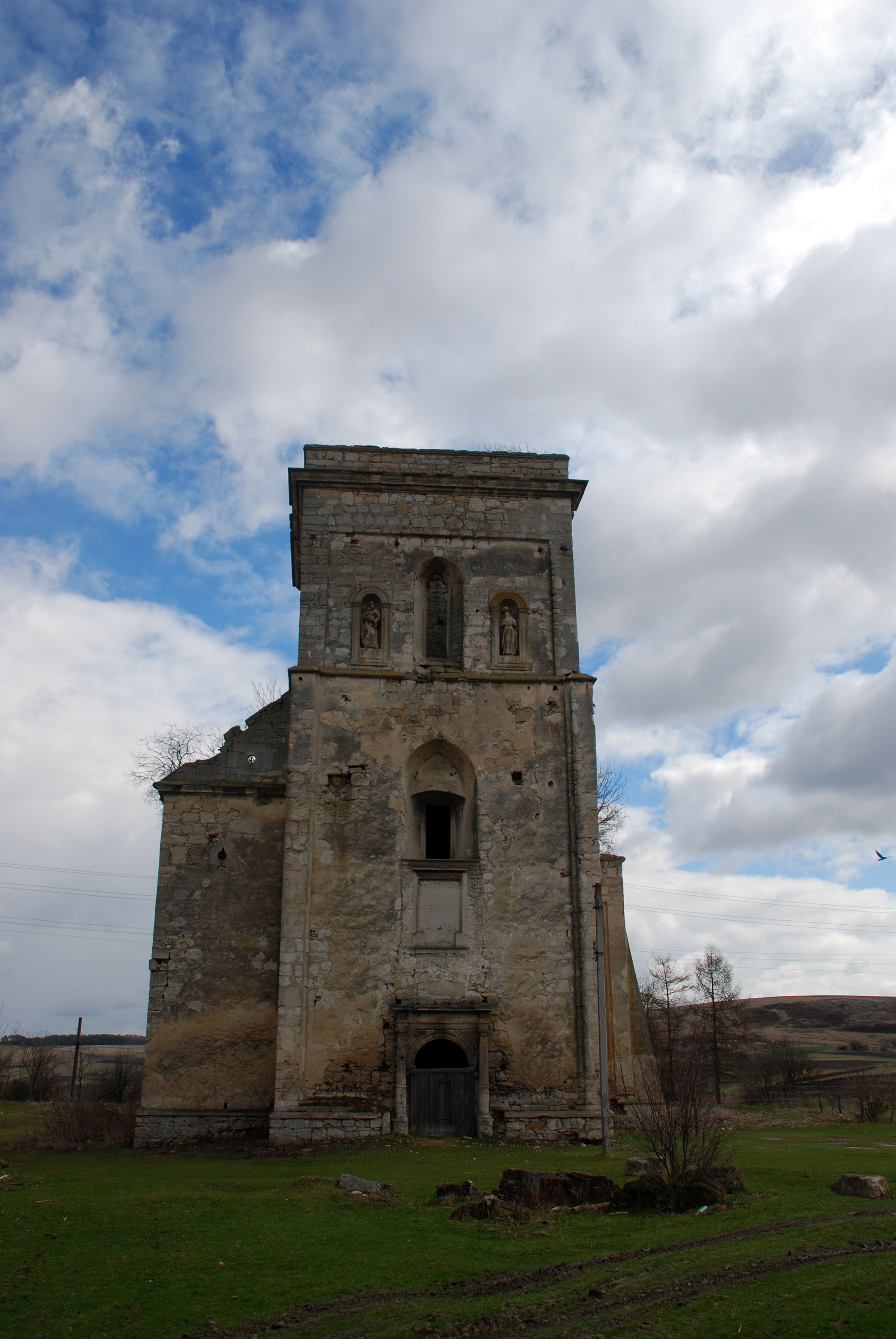
Фасад костелу
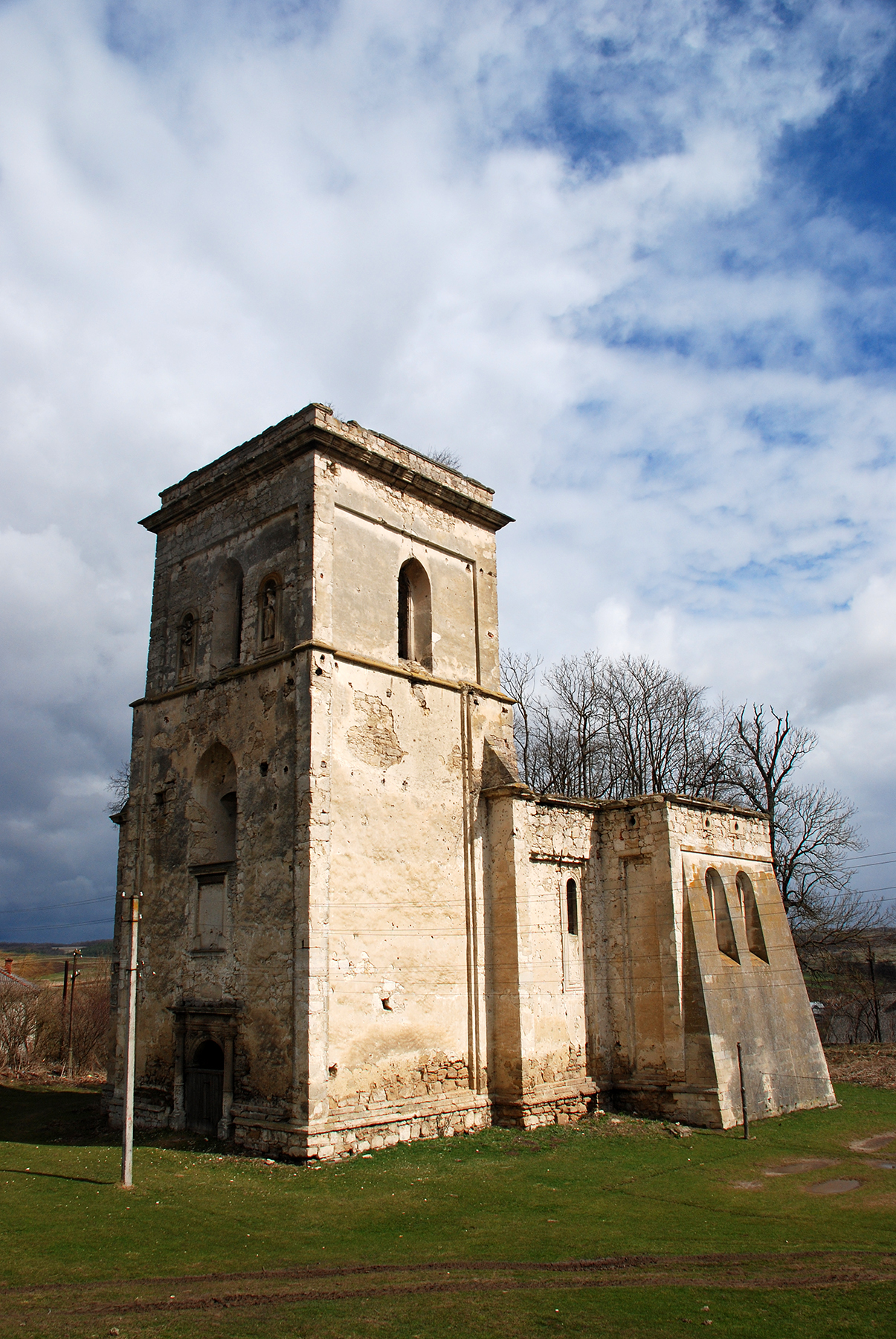
Костел